# وانغ دي (دبلوماسي)
وانغ دي (王镝 وبالإنجليزية: Wang Di؛ وُلد في يونيو 1968) هو دبلوماسي صيني يشغل حاليًا منصب سفير الصين لدى كندا. شغل سابقًا منصب نائب مدير إدارة شؤون غرب آسيا وشمال أفريقيا في وزارة خارجية جمهورية الصين الشعبية، كما عمل سفيرًا للصين لدى الكويت.